# Antonio de Cardona
Antonio de Cardona y Jérica fue Virrey en varias ocasiones, y presidente del Reino de Sicilia  en 1435.

## Biografía
Antonio de Cardona, de la familia Cardona, es hijo de Hugo de Cardona y Beatriz de Jérica y Martínez de Luna.
Se convierte en Virrey de Sicilia en 1416, y de 1419 a 1421. Más tarde "presidente" del reino de Sicilia en 1435.
En 1420, compra los Condados de Malta y Gozo por 30.000 florines al rey de Sicilia Alfonso V de Aragón que carece de dinero y apoyo . Posteriormente revende este feudo por la misma suma 5 años después a Gonsalvo Monroy.
En 1400 Antonio de Cardona y Jérica-Aragón se casó con Leonor Manoel de Vilhena. Tuvieron un hijo: Pedro de Cardona.